# IBM System i

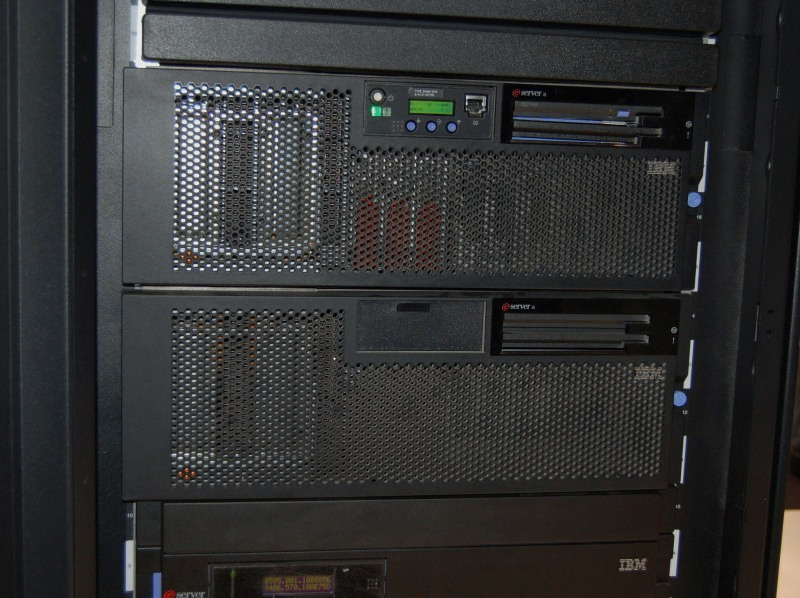
Сервер IBM System i 570 випущений у 2006 році.

IBM System i — серія серверів IBM. Для цієї серії була створена операційна система IBM i. Серія створена 21 липня 1988 під назвою AS/400, перейменована в eServer iSeries в 2000 році, потім в System i (з 2006 року).
У квітні 2008 року IBM заявила про інтеграцію платформ System i та System p під брендом IBM Power Systems з підтримкою ОС IBM i (раніше також називалася i5/OS і OS/400), AIX та Linux.

## Історія
Система IBM System/38 була представлена в листопаді 1980 як мінікомп'ютер для бізнес-користувачів. У 1988 вона була замінена комп'ютером AS/400. У ньому використовувалася об'єктна операційна система IBM i (спочатку називалася OS/400 за аналогією з OS/360 та OS/2 і перейменовувалася в i5/OS).
Основні можливості: робота СУБД DB2/400, інтерфейс заснований на меню, підтримка багатокористувацької роботи, підтримка терміналів IBM 5250, принтерів. Сучасні версії підтримують виконання вебдодатків (на базі IBM WebSphere або PHP / MySQL).
Юнікс-подібні операційні системи використовують парадигму «все є файл» («everything is a file»), тоді як System i використовує принцип «все є об'єкт». Операційною системою надається збирач сміття та збереження об'єктів. Юнікс-подібна файлова система емулюється за допомогою Integrated File System.. Реалізована версія віртуальної машини Java.
Платформа IBM System i розширює об'єктно-орієнтовану систему System/38 вбудованої реляційної СУБД DB2.

## Система команд
Однією з особливостей платформи IBM System i є використання високорівневої системи команд TIMI («Technology Independent Machine Interface»), що дозволяє програмам бути стерпним і при цьому отримувати користь від сучаснішого апаратного та програмного забезпечення без перекомпіляції. TIMI є віртуальною системою команд, що не залежить від реальної системи команд центрального процесора. Програми, що працюють в режимі користувача можуть містити одночасно машинні коди TIMI і машинні коди конкретного процесора. Концептуально система схожа з архітектурою віртуальних машин, таких як Smalltalk, Java, .NET. Основна відмінність від них — глибока інтеграція TIMI в архітектуру AS/400, таким чином, що додатки є стерпним між системами System i з різними мікропроцесорами.
Слід зазначити, що на відміну від інших віртуальних машин, які інтерпретують віртуальні інструкції при запуску ПЗ, інструкції TIMI не інтерпретуються. При компіляції ПЗ, в об'єктному файлі зберігається як машинний код конкретного процесора, так і TIMI-код. Коли програма скомпільовані для оригінальних 48-бітових процесорів CISC AS/400, буде запущено на системі з новішим процесором, наприклад, 64-бітному PowerPC, то операційна система проігнорує машинний код старого процесора і транслюватиме TIMI-код в інструкції нового процесора перед запуском.

## Програмування
Для AS/400 були реалізовані мови програмування RPG, асемблер, C, C++, Pascal, Java, EGL, Perl, Smalltalk, COBOL, SQL, BASIC, PHP, PL/I, Python, REXX.